# Hydromedion nitidum
Hydromedion nitidum is een keversoort uit de familie Perimylopidae. De wetenschappelijke naam van de soort is voor het eerst geldig gepubliceerd in 1906 door Mjöberg.